# Locatello
Locatello är en ort och kommun i provinsen Bergamo i regionen Lombardiet i Italien. Kommunen hade 812 invånare (2018).